# 国鉄ワ21000形貨車
国鉄ワ21000形貨車（こくてつワ21000がたかしゃ）は、かつて鉄道省に在籍した12 t 積みの有蓋車である。
本形式と同様の経緯にて誕生したワ21100形についても本項目で解説する。

## ワ21000形
1928年（昭和3年）5月の車両称号規程改正によりワ19700形はワ21000形に形式名変更された。旧形式であるワ19700形は越後鉄道が1918年（大正7年）に天野工場にて製作した車両である。1927年（昭和2年）10月1日に越後鉄道は買収により国有化され在籍していた有蓋車35両（ワ101 - ワ135）は鉄道省へ編入され形式はワ19700形（ワ19700 - ワ19734）と定められた。
称号規程改正から約7年後の1935年（昭和10年）2月から1937年（昭和12年）3月にかけて15両が名古屋工場、金沢工場の2箇所にてパ100形（パ100 - パ114）へ改造された。この際車番は順不同であった。
また1942年（昭和17年）12月から1943年（昭和18年）2月にかけて残り全車20両がヤ300形（二軸救援客車）へ車種変更改造され形式消滅した。この際も車番は順不同で行われた。
車体塗色は黒一色であり、寸法関係は、全長は7,625 mm、全幅は2,496 mm、全高は3,257 mm、実容積は30.5 m3、自重は6.6 t である。

## ワ21100形
1928年（昭和3年）5月の車両称号規程改正によりワ19880形（ワ19880 - ワ19896）はワ21100形（ワ21100 - ワ21116）13 t 積み有蓋車に形式名変更された。旧形式であるワ19880形は1915年（大正4年）に大宮工場にて製作された車両であり落成時の形式名はシワ115形（シワ115 - シワ138）であった。翌1916年（大正5年）度に7両が改造され形式名はシワ100形（シワ100 - シワ123）へ改められ、残り17両はワ19880形と定められた。称号規程改正の際シワ100形はク50形（ク50 - ク56）へ改められた。
称号規程改正より約2年後の1930年（昭和5年）にク50形7両は改造されワ21100形（ワ21117 - ワ21123）へ編入され再度同一形式の車両となった。
車体塗色は黒一色であり、寸法関係は、全長は7,843 mm、全幅は2,635 mm、全高は3,842 mm、実容積は36.6 m3、自重は6.55 t - 8.68 t である。
戦後の1950年（昭和25年）に「第二次貨車特別廃車」の対象形式に指定され、5月20日通達「車工第376号」により告示された。（当時の在籍車数は20両であった）以降順次廃車手続きが行われたが実車と台帳記録がかみ合わず1959年（昭和34年）調査で全車廃車が確認された。